# 선빔 작전
선빔 작전(영어: Operation Sunbeam, 도미닉 II 작전(Operation Dominic II)으로도 알려짐)은 미국의 네바다 핵 실험장에서 1962년에 수행된 4차례의 핵실험 시리즈였다. 선빔 작전은 전술 핵무기를 실험했으며, 가장 주목할 만한 것은 데이비 크로켓이었다.
선빔 작전의 주요 성과는 미국이 네바다 핵 실험장에서 수행한 마지막 대기 핵 실험 시리즈였다는 점이다. 선빔 작전, 특히 데이비 크로켓의 리틀 펠러 1 실험 이후, 모든 미국 핵 실험은 부분적 핵실험 금지 조약에 따라 지하에서 수행되었다.

## 핵 실험 목록
| 이름         | 일시 (UT)                   | 현지 시간대  | 위치 | 표고 (높이) + 높이                   | 운반 목적              | 장치     | 위력   | 낙진                                     | 참고 자료                           | 비고                                                                                                   |
| ------------ | --------------------------- | ------------ | --- | ------------------------------------ | ---------------------- | -------- | ------ | ---------------------------------------- | ----------------------------------- | --- |
| 리틀 펠러 II | 1962년 7월 7일 19:00:??     | PST (–8 hrs) | NTS 북위 37° 07′ 09″ 서경 116° 18′ 14″ / 북위 37.11906° 서경 116.30381° | 1,566 m (5,138 ft) + 1 m (3 ft 3 in) | 건조 지표면, 무기 효과 | W54      | 22 t   | I-131 방출 감지, 0                       | [ 1 ] [ 4 ] [ 5 ] [ 6 ] [ 7 ] [ 8 ] | 비축 데이비 크로켓 탄두 사용. 선빔 작전 중 육군 부분은 아이비 플랫 작전.                               |
| 조니 보이    | 1962년 7월 11일 16:45:00.09 | PST (–8 hrs) | NTS 북위 37° 07′ 20″ 서경 116° 20′ 02″ / 북위 37.12216° 서경 116.33395° | 1,572 m (5,157 ft)–0.6 m (2 ft 0 in) | 분화구 생성, 무기 효과 | W30 TADM | 500 t  | 현장 외부에서 방출 감지                  | [ 1 ] [ 4 ] [ 5 ] [ 7 ] [ 8 ] [ 9 ] | TADM (전술 핵폭파 탄약) 실험, 플럼밥 스토크스와 유사.                                                  |
| 스몰 보이    | 1962년 7월 14일 18:30:??    | PST (–8 hrs) | NTS 5구역 북위 36° 47′ 53″ 서경 115° 55′ 55″ / 북위 36.798° 서경 115.932° | 940 m (3,080 ft) + 3 m (9.8 ft)      | 탑, 무기 효과          |          | 1.7 kt | I-131 방출 감지, 270 kCi (10,000 TBq)    | [ 1 ] [ 4 ] [ 5 ] [ 6 ] [ 7 ] [ 8 ] | 미사일 사일로 강화 원리, 특히 EMP 실험, 누가 에르민, 친칠라 I/II, 아르마딜로와 유사.                   |
| 리틀 펠러 I  | 1962년 7월 17일 17:00:??    | PST (–8 hrs) | NTS 18구역, 벅보드 메사에서 발사 북위 37° 05′ 10″ 서경 116° 19′ 47″ / 북위 37.08607° 서경 116.32977° , 표고: 1,630 + 2 m (5,347.8 + 6.6 ft); NTS 상공에서 폭발 북위 37° 06′ 34″ 서경 116° 19′ 06″ / 북위 37.10946° 서경 116.31823° | 2,550 m (8,370 ft) + 1 m (3 ft 3 in) | 총 배치, 무기 효과     | W54      | 18 t   | 현장 외부에서 방출 감지, 3 kCi (110 TBq) | [ 1 ] [ 4 ] [ 5 ] [ 6 ] [ 7 ] [ 8 ] | 육군 아이비 플랫 작전, 로버트 케네디가 참관. NTS에서의 마지막 대기 실험, 비축 데이비 크로켓 탄두 사용. |

1. ↑  미국, 프랑스, 영국은 실험 이벤트에 코드명을 붙였지만, 소련과 중국은 코드명을 붙이지 않아 실험 번호만 사용했다(일부 예외 - 소련의 평화적 폭발은 명명됨). 이름이 고유 명사가 아닌 경우 괄호 안의 단어는 영어로 번역되었다. 하이픈 다음에 숫자가 오는 것은 일제 사격 이벤트의 구성원을 나타낸다. 미국은 때때로 그러한 일제 사격 실험의 개별 폭발에도 이름을 붙였는데, 그 결과 "name1 – 1(with name2)"가 된다. 실험이 취소되거나 중단된 경우, 날짜 및 위치와 같은 행 데이터는 알려진 계획을 공개한다.
2. ↑  UT 시간을 표준 현지 시간으로 변환하려면, 괄호 안의 시간 수를 UT 시간에 더한다. 현지 서머타임의 경우, 한 시간을 추가로 더한다. 결과가 00:00 이전이면 24시간을 더하고 날짜에서 1을 뺀다. 24:00 이후이면 24시간을 빼고 날짜에 1을 더한다. IANA 시간대 데이터베이스에서 얻은 역사적 시간대 데이터.
3. ↑  대략적인 장소 이름과 위도/경도 참조; 로켓 탑재 실험의 경우, 알려진 경우 폭발 위치 전에 발사 위치가 명시된다. 일부 위치는 매우 정확하지만, 다른 위치(예: 공중 투하 및 우주 폭발)는 매우 부정확할 수 있다. "~"는 해당 지역의 다른 실험과 공유되는 대략적인 형식적인 위치를 나타낸다.
4. ↑  표고는 폭발 지점 바로 아래의 해수면 기준 지면 높이이다. 높이는 탑, 풍선, 갱도, 터널, 공중 투하 또는 기타 장치에 의해 추가되거나 제거된 추가 거리이다. 로켓 폭발의 경우 지면 높이는 "해당 없음"이다. 어떤 경우에는 높이가 절대 높이인지 지면 기준 상대 높이인지 불분명할 수 있다(예: Plumbbob/John). 숫자나 단위가 없으면 값이 알 수 없음을 나타내며, "0"은 0을 의미한다. 이 열에 대한 정렬은 표고와 높이를 합산하여 이루어진다.
5. ↑  대기, 공중 투하, 풍선, 포, 순항 미사일, 로켓, 지표, 탑, 바지선은 모두 부분적 핵실험 금지 조약에 의해 금지된다. 밀폐된 갱도와 터널은 지하이며, PTBT 하에서 유용하게 사용되었다. 의도적인 분화구 생성 실험은 경계선에 있지만, 조약 하에서 발생했으며, 때때로 항의를 받았고, 실험이 평화적 사용으로 선언된 경우에는 일반적으로 간과되었다.
6. ↑  무기 개발, 무기 효과, 안전 실험, 수송 안전 실험, 전쟁, 과학, 공동 검증, 산업/평화적 사용을 포함하며, 이는 더 세분화될 수 있다.
7. ↑  알려진 경우 실험 항목에 대한 명칭, "?"는 이전 값에 대한 불확실성을 나타냄, 특정 장치에 대한 별명은 따옴표 안에. 이 정보 범주는 종종 공식적으로 공개되지 않는다.
8. ↑  톤, 킬로톤, 메가톤 단위의 추정 에너지 위력. 1톤 TNT 환산은 4.184 기가줄(1 기가칼로리)로 정의된다.
9. ↑  알려진 경우 즉각적인 중성자 외에 대기로 방출되는 방사능 물질. 언급된 경우 측정된 종은 요오드-131만 해당되며, 그렇지 않은 경우 모든 종에 해당된다. 항목이 없으면 알 수 없음을 의미하며, 지하 실험의 경우 아마도 없음을, 그렇지 않은 경우 "모두"를 의미한다. 그 외의 경우에는 현장에서만 측정되었는지 또는 현장 밖에서 측정되었는지, 알려진 경우 방출된 방사능량에 대한 표기법이 있다.